# كروان (مجلة)
مجلة كروان هي مجلة أسبوعية، أصدرتها دار التحرير للطباعة والنشر. صدر العدد الأول منها في يوم الخميس 9 يناير، 1964م. رئيس تحريرها: نعمان عاشور. شعار المجلة «مجلة البنات والصبيان»، وقطعها 27×20 سم. مقرها: 5 شارع نجيب الريحاني.
توجه المجلة إلى البنات والصبيان، وهناك مقدمة بقلم رئيس التحرير تحت عنوان: «أحبابنا الصغار» التي يشير في إحداها إلى أن كروان ستنشر الإنتاج المتسم بالإجادة.
تعتمد المجلة على الكرتون الذي يصل عدد صفحاته إلى حوالي 9 صفحات بالأبيض والأسود ومنها الملون من بين 28 صفحة كلية. تنشر المجلة القصائد والمجموعات الشعرية، والقصص العالمية المترجمة ملخصة عن مكسيم جوركي، كما تجري حوارات مع المشاهير، وتنشر معلومات عن الطوابع والكرة والكون، ومعلومات علمية بعضها عن كيفية عمل الأشياء. كما تنشر المجلة سيرة حياة طفولة المشاهير من خلال أحاديث تجريها المجلة مع كتاب منهم نجيب محفوظ، ويحيى حقي، وتهتم أيضاً بكرة القدم حيث أن من أبوابها يوميات كرة القدم يقدمها الكابتن محمد لطيف بالإضافة إلى بطاقة شخصية عن لاعب كرة قدم مثل صالح سليم، وميمي الشربيني. وتنشر المجلة نصوصاً من الأدب العالمي الحديث والكاريكاتير باللهجة العامية، وتنشر أيضاً صور القراء ومساهماتهم وحلول التسالي والمعلومات المُختصرة.
لا تتضمن المجلة مسابقات، وسعرها 25 مليماً، ولا تعتمد على  الإعلانات، وليس هناك إشارات على الغلاف من الخارج. توقفت المجلة عن الصدور في أكتوبر 1964م

## الأبواب
- رحلة الإنسان
- جريدة الأربعاء
- أيام الطفولة
- من الأدب العالمي القديم والجديد
- عزيزي كروان
- كاريكاتير
- حزر فزر
- يوميات كرة القدم
- الشخصيات
- كروان
- مركو
- زغلول أفندي
- الفأر الصغير
- أبو سيف الهلالي
- مكرونة

## فريق العمل
- رئيس التحرير: نعمان عاشور
- مدير التحرير: محيي الدين اللباد
- رئيس مجلس الإدارة: كمال الدين الحناوي
- المشرف الفني: مصطفى رمزي
- سكرتير التحرير: أحمد فوزي عطا الله

### الكُتَّاب
- محمد عبد النبي
- نعمت حكيم
- نهاد جاد
- نعمان عاشور
- محمود سالم
- عبد المنعم صادق
- مترجم سيد خميس
- يحيى الشربيني
- مترجم محمود عفيفي

### الرسامون
- حسن حاكم
- اللبان
- نبيل تاج
- هبة عنايت
- مجدي نجيب
- بهجت
- مصطفى رمزي